# Alessandro Rütten
Alessandro Heinrich Rütten (Heinsberg, Alemania; 2 de agosto de 1996), más conocido como Sandro Nicolas, Sammy Clay, TYLR y actualmente como Leo Dante, es un cantante alemán.

## Carrera
Sandro nació en Heinsberg de madre griega y padre estadounidense. Se crio en Alemania, donde comenzó su carrera en la música.
En 2018, participó en la temporada 8 de The Voice of Germany (la versión alemana de The Voice). Interpretó "In My Blood" de Shawn Mendes en las audiciones a ciegas, y los cuatro entrenadores se giraron hacia él. Fue eliminado en la ronda del último asalto.
En 2019, Sandro representó a los Estados Unidos en la competencia New Wave en Sochi, Rusia y terminó en quinto lugar. El 29 de noviembre de 2019, la radiodifusora chipriota CyBC reveló que Sandro representaría a Chipre en el Festival de Eurovisión 2020 en Róterdam, Países Bajos. Sin embargo, el festival fue cancelado debido a la pandemia de COVID-19.
En 2020, Rütten cambió su nombre artístico por el de Sammy Clay. In 2021, Rütten volvió a modificarlo por el nombre TYLR. En 2022, Rütten cambió de nuevo su nombre artístico, esta vez llamándose Leo Dante.